# Гилфойл, Пол
Пол Винсент Гилфойл (англ. Paul Vincent Guilfoyle, /ˈɡɪlfɔɪl/; род. 28 апреля 1949, Бостон, США) — американский теле- и киноактер.
Гилфойл был постоянным участником процедурала «C.S.I.: Место преступления» (CBS), в которой с 2000 по 2014 год играл роль детектива отдела убийств капитана Джима Брасса. Также он вернулся в финальном спецэпизоде «Бессмертие» 2015 года и двух эпизодах в сиквеле CSI: Vegas.
Женат на Лизе Джиобби, хореографе и постановщице акробатических перформансов, художественной руководительнице Lisa Giobbi Movement Theatre. У пары — один ребёнок.

## Биография
Пол Гилфойл родился в Бостоне, штат Массачусетс.
Гилфойл окончил Среднюю школу Бостонского колледжа. Во время учёбы он успешно играл за хоккейную команду школы. В 2005 году Гилфойл выступил с речью перед выпускниками Бостонского колледжа и в этом же году участвовал в хоккейный турнир в Сиэтле в 2005 году для благотворительной организации «Дом Роналда Макдоналда». В 1975 году Гилфойл окончил Лихайский университет.
Актёр изучал актёрское мастерство «Актёрской студии», выступал на сцене в театрах Бродвея и вне Бродвея, входя в неформальную репертуарную труппу. Гилфойл 12 лет работал в Театральной компании Бостона. На Бродвее Гилфойл играл в спектаклях «The Basic Training of Pavlo Hummel» по пьесе Дэвида Рэйба, «Ричард III» и «Человек и супермен» поддерживая Аль Пачино. Также участвовал в постановках «Those The River Keeps» по пьесу Рейба и «Гленгарри Глен Росс» Дэвида Мэмета.
В 1989 году Гилфойл женился на Элизабет (Лизе) Джиобби, хореографе и постановщице акробатических перформансов, художественной руководительнице Лиза Джобби Театр движения. В настоящее время актёр с женой проживают в Нью-Йорке.

## Карьера
Пол Гилфойл — характерный актёр, который начал карьеру в кино с ролей в фильме «Трое мужчин и младенец» и одном из ранних эпизодов сериала «Криминальные истории», а затем сыграл множество персонажей второго плана, чаще всего — полицейских, адвокатов и гангстеров. Наиболее заметные роли актёра — в «Утке Говарде», «Полицейском из Беверли-Хиллз 2» и «Уолл-стрит», а также в «Телевикторине», «Маленькой Одессе», «Амистаде», «Переговорщике», «Миссис Даутфайр». В «Самолёте президента» он сыграл начальника охраны Президента США, которого играл Харрисон Форд, а в «Секретах Лос-Анджелеса» — гангстера Микки Коэна. Наиболее свежие роли Гилфойла в крупном голливудском кино — в фильмах «В центре внимания» и «Не смотрите наверх».
Его выступления на телевидении включают в себя гостевые роли в сериалах «Полиция Майами», «Закон и порядок», Умник», «Полицейские под прикрытием», «Хорошая борьба», «Джулия», «Элли Макбил» и «Лига справедливости: Без границ» в роли Трэвиса Моргана.
Гилфойл также появился в клипе группы Alter Bridge на сингл «Broken Wings» и в оригинальном фильме HBO «Из Багдада в прямом эфире».
Наиболее известная роль актёра — капитан полиции Лас-Вегаса Джеймс "Джим" Брасс в полицейской драме CBS «C.S.I.: Место преступления», которую он исполнял с момента основания шоу в 2000 году.
В 2014 году было объявлено, что Гилфойл покинет «CSI» после 14 лет работы, но он вернулся в 2015 году для двухчасового финала сериала «CSI: Бессмертие».
В 2020 году он исполнил гостевую роль в сериале «Звёздный путь: Дискавери» в роли Карла, гуманоидного аватара Хранителя Вечности. В 2022 году — сыграл агента ФБР в нескольких сериях сериала «Джулия».

## Фильмография

### Кино
| Год  | Название                                 | Роль                                      | Комментарий |
| 1975 | Next Door                                | -                                         | к/м         |
| 1976 | The Murderer                             | Брок                                      | к/м         |
| ---- | ---------------------------------------- | ----------------------------------------- | ----------- |
| 1981 | Тёмная сторона улицы                     | -                                         |             |
| 1986 | Говард-утка                              | Лейтенант Уэлкер                          |             |
| 1986 | Билли Гэлвин                             | Нолан                                     |             |
| 1987 | Полицейский из Беверли-Хиллз 2           | Никос Томополис                           |             |
| 1987 | Трое мужчин и младенец                   | Винс                                      |             |
| 1987 | Уолл-стрит                               | Стоун Ливингстон                          |             |
| 1988 | Змей и радуга                            | доктор Эндрю Кэссиди                      |             |
| 1989 | Американцы                               | Ли Питерс                                 |             |
| 1990 | Местный стигматик                        | Рэй                                       |             |
| 1990 | Человек-кадиллак                         | Джек 'Литл Джек' Тарджон                  |             |
| 1991 | Истинные цвета                           | Джон Лаури                                |             |
| 1992 | Окончательный анализ                     | Майк О'Брайан                             |             |
| 1992 | Хоффа                                    | репортер Тэд Хармон                       |             |
| 1993 | Ночь, в которую мы никогда не встретимся | Продавец из Воробьиного гнезда            |             |
| 1993 | Нагие из Нью-Йорка                       | Роман, отец Джейка                        |             |
| 1993 | Мамины дети                              | Марк Каплан, адвокат Роберта              |             |
| 1993 | Миссис Даутфайр                          | Шеф-повар                                 |             |
| 1994 | Маленькая Одесса                         | Борис Волкофф                             |             |
| 1994 | Телевикторина                            | Лишман                                    |             |
| 1995 | Дева Мария (Gospa)                       | Миодраг Добрович                          |             |
| 1995 | Клубное общество                         | Энтони Либлер                             |             |
| 1996 | Воришки                                  | владелец загородного дома                 |             |
| 1996 | В поисках Ричарда                        | второй убийца                             | Documentary |
| 1996 | Кушетка в Нью-Йорке                      | Деннис                                    |             |
| 1996 | Баскетбольная лихорадка                  | Кевин О'Грейди                            |             |
| 1996 | Пленники небес                           | детектив Маджелли                         |             |
| 1996 | Стриптиз                                 | Малкольм Молдовски                        |             |
| 1996 | Крайние меры                             | доктор Джеффри Манко                      |             |
| 1996 | Выкуп                                    | агент ФБР Уоллес                          |             |
| 1997 | Ночь над Манхэттеном                     | МакГоверн                                 |             |
| 1997 | Секреты Лос-Анджелеса                    | Микки Коэн                                |             |
| 1997 | Самолёт президента                       | начальник охраны Ллойд Шеферд             |             |
| 1997 | Амистад (фильм)                          | адвокат                                   |             |
| 1998 | Перечницы                                | владелец ресторана                        | к/м         |
| 1998 | Основные цвета                           | Говард Гергюсон                           |             |
| 1998 | Переговорщик                             | детектив Натан Роник (не указан в титрах) |             |
| 1998 | Один крутой полицейский                  | Френки 'Хот' Салвино                      |             |
| 1999 | Сновидения                               | детектив Джек Кей                         |             |
| 1999 | Энтропия                                 | Энди                                      |             |
| 1999 | Где угодно, только не здесь              | Джордж Франклин                           |             |
| 1999 | Паутина лжи                              | Дик Монтойя                               |             |
| 2000 | Вопрос веры                              | Фрэнсис                                   |             |
| 2000 | Свой парень                              | офицер Хикл                               |             |
| 2000 | Да будешь ты благословлен                | брат Френсис                              |             |
| 2001 | Хемингуэй, охотник смерти                | Алекс Смит                                |             |
| 2001 | Девятая сессия                           | Билл Григс                                |             |
| 2002 | Pharoh's Heart                           | Анджело                                   | к/м         |
| 2004 | Темпеста: Порочная страсть               | Тадео Росси                               |             |
| 2008 | Американская Фиалка                      | судья Белмонт                             |             |
| 2012 | That Guy... Who Was in That Thing        | в роли самого себя                        |             |
| 2015 | В центре внимания                        | Пит Конли                                 |             |
| 2016 | Пандемия                                 | доктор Грир                               |             |
| 2019 | Слойка                                   | Питер Парво                               |             |
| 2019 | Уильям                                   | Боб Клэйборн                              |             |
| 2020 | Recondition                              | Джерри Сандерс                            | к/м         |
| 2021 | Не смотрите наверх                       | генерал-лейтенант Тэмс                    |             |
| 2022 | Хороший дом                              | Генри Барлоу                              |             |
| 2022 | Человек из Рима                          | монсеньор Паоло Спада                     |             |
| 2024 | Артур, ты король                         | Чарли Лайт                                |             |

### Сериалы и телевизионные фильмы
| Год       | Название                         | Роль                               | Комментарий                                 |
| 1981      | Ephriam McDowell's Kentucky Ride | -                                  | телефильм                                   |
| 1986      | American Playhouse               | -                                  | эпизод "Roanoak: Part 1"                    |
| 1986      | Криминальные истории             | Невменяемый стрелок                | эпизод "Hide and Go Thief"                  |
| 1987      | Спенсер                          | Росс Бейтс                         | эпизод "The Man Who Wasn't There"           |
| 1987      | Полиция Майами: Отдел нравов     | Милтон Гланц                       | эпизод "Death and the Lady"                 |
| 1988      | Кейт и Элли                      | Бенни Ринальди                     | эпизод "My Day with Paul Newman"            |
| 1988      | Внутренние дела                  | The Watcher                        | телефильм                                   |
| 1988      | Умник                            | Келвин Холлис                      | 3 эпизода                                   |
| 1989      | Unsub                            | Джо                                | эпизод "White Bone Demon"                   |
| 1989      | Полиция Майами                   | Джон Бейкер                        | эпизод "Victims of Circumstance"            |
| 1989      | Уравнитель                       | Макс Горман                        | эпизод "Heart of Justice"                   |
| 1989      | Человек по имени «Ястреб»        | Стэн                               | эпизод "Life After Death"                   |
| 1989      | Big Time                         | Тэд                                | телефильм                                   |
| 1989      | Kojak: Fatal Flaw                | Худ                                | телефильм                                   |
| 1990      | Любопытство убивает              | Ортли                              | телефильм                                   |
| 1990      | Против закона                    | Шрейкер                            | эпизод "Pilot"                              |
| 1990      | Закон и порядок                  | Энтони Скальци                     | эпизод "Everybody's Favorite Bagman"        |
| 1991      | The Great Pretender              | Мартин Бринкман                    | телефильм                                   |
| 1991      | Дэрроу                           | Берт Франклин                      | телефильм                                   |
| 1991      | Гражданские войны                | Джерри Беннет                      | эпизод "Pilot"                              |
| 1992      | Дурная слава                     | Норман Прескот                     | телефильм                                   |
| 1992      | Those Secrets                    | Леонард                            | телефильм                                   |
| 1992      | Неестественные поиски            | Ларри Лейтц                        | эпизод "I'm the Author"                     |
| 1992      | Смерть впереди                   | Коммандер Стив Маккол              | телефильм                                   |
| 1993      | Анна Ли                          | доктор Френк                       | телефильм                                   |
| 1993      | Выпуск 61-го года                | -                                  | телефильм                                   |
| 1993      | Идеальные преступления           | Стив Проковски                     | эпизод "Dead-End for Delia"                 |
| 1994      | Amelia Earhart: The Final Flight | Пол Манц                           | телефильм                                   |
| 1994      | Мантис                           | Майкл Ромпат                       | эпизод "Soldier of Misfortune"              |
| 1994      | Полицейские под прикрытием       | Ремми Пауэрс                       | эпизод "Eyewitness Blues"                   |
| 1996      | Сентябрь                         | Конрад                             | телефильм                                   |
| 1996      | Нью-Йорк, Центральный парк       | детектив                           | 2 эпизода                                   |
| 1996      | Горящая зона                     | доктор Артур Глайдман              | эпизод "Pilot"                              |
| 1997      | Полицейские под прикрытием       | Алекс Пратт                        | эпизод "Hubris"                             |
| 1997      | Путь в рай                       | Лу Напполи                         | телефильм                                   |
| 1998      | Элли МакБил                      | Харольд Ли                         | эпизод "Theme of Life"                      |
| 1998      | Изгнанный: Закон и порядок       | детектив Сэмми Курц                | телефильм                                   |
| 2000      | Сейчас или никогда               | Эд Бернштадт                       | эпизод "The Eggman Cometh"                  |
| 2000      | Секретные агенты                 | Брубек                             | повторяющаяся роль                          |
| 2000-2014 | C.S.I.: Место преступления       | Капитан Джим Брасс                 | основной состав                             |
| 2001      | Ночные видения                   | Джон (сегмент "Список пассажиров") | эпизод "The Passenger List/The Bokor"       |
| 2002      | Из Багдада в прямом эфире        | Эд Тёрнер                          | телефильм                                   |
| 2003      | Coyote Waits                     | агент ФРБ Джей Кеннеди             | телефильм                                   |
| 2005      | Лига справедливости: Без границ  | Тревис Морган/ Варлорд             | озвучка эпизода "Chaos at the Earth's Core" |
| 2015      | Четвёртый человек                | Лиска 'Медведьr'                   | мини-сериал; эпизод "#1.2"                  |
| 2015      | CSI: Бессмертие                  | Джим Брасс                         | телефильм                                   |
| 2015      | Stanistan                        | посол Мэтьюс                       | телефильм                                   |
| 2016      | Колония                          | Куэйл                              | повторяющаяся роль                          |
| 2017      | Слепая зона                      | Росмонд Отт                        | эпизод "Gunplay Ricochet"                   |
| 2017-2018 | Хорошая борьба                   | Генри Ринделл                      | повторяющаяся роль                          |
| 2019      | Утреннее шоу                     | Рид                                | эпизод "Lonely at the Top"                  |
| 2019      | Миллион мелочей                  | Ленни                              | эпизод "Daisy"                              |
| 2020      | Звёздный путь: Дискавери         | Карл, Хранитель вечности           | 2 эпизода                                   |
| 2021      | C.S.I.: Вегас                    | Джим Брасс                         | 2 эпизода                                   |
| 2022      | Джулия                           | Фрэнк                              | 3 эпизода                                   |
| 2024      | Can't Go Home                    | детектив Питер Бартлет             |                                             |

### Видеоигры
| Год  | Название                                       | Роль                                                                | Комментарий |
| 2003 | CSI: Crime Scene Investigation                 | капитан полицейского департамента Лос-Анджелеса Джеймс "Джим" Брасс |             |
| 2004 | CSI: Crime Scene Investigation - Dark Motives  | капитан полицейского департамента Лос-Анджелеса Джеймс "Джим" Брасс |             |
| 2006 | CSI: 3 Dimensions of Murder                    | капитан полицейского департамента Лос-Анджелеса Джеймс "Джим" Брасс |             |
| 2007 | CSI: Crime Scene Investigation - Hard Evidence | капитан полицейского департамента Лос-Анджелеса Джеймс "Джим" Брасс |             |
| 2009 | [[Prototype_(игра)\|Prototype]]                | доктор Реймонд МакМаллен                                            |             |
| 2009 | CSI: Crime Scene Investigation - Deadly Intent | Капитан Джим Брасс                                                  |             |
| 2010 | CSI: Fatal Conspiracy                          | Капитан Джим Брасс                                                  |             |

## Награды и номинации
| Год  | Название                   | Премия                                        | Категория                                       | Результат |
| 2002 | C.S.I.: Место преступления | Премия Гильдии киноактёров США                | Лучший актёрский состав в драматическом сериале | Номинация |
| 2003 | C.S.I.: Место преступления | Премия Гильдии киноактёров США                | Лучший актёрский состав в драматическом сериале | Номинация |
| 2004 | C.S.I.: Место преступления | Премия Гильдии киноактёров США                | Лучший актёрский состав в драматическом сериале | Номинация |
| 2005 | C.S.I.: Место преступления | Премия Гильдии киноактёров США                | Лучший актёрский состав в драматическом сериале | Победа    |
| 2016 | В центре внимания          | премия «Независимый дух» (Independent Spirit) | Лучший актёрский состав                         | Победа    |

## Интересные факты
- Boston College High School упоминается в фильме «В центре внимания», в котором снялся Гилфойл[4].[нет в источнике][значимость факта?]
- Отцом актёра часто ошибочно считают другого характерного голливудского актёра Пола Гилфойла.[источник не указан 192 дня] В 1968 году, когда Пол Винсент ставил свою первую пьесу, к нему подъехал автобус с 40 поклонниками Пола Гилфойла (1902-1961) и молодому актёру пришлось объяснять, что их кумир умер за восемь лет до этого[3][неавторитетный источник]